# Les Cases Blaves
Les Cases Blaves és un edifici de Dosrius (Maresme).

## Descripció
Edifici cantoner de planta rectangular segregat en dos habitatges independents. Presenta una coberta de teula àrab de dues vessants, amb el carener paral·lel a la façana principal, i està distribuït en planta baixa i pis. La façana principal, orientada al carrer, presenta un petit espai de pati davanter per cada habitatge. El del número 12 està delimitat per una tanca d'obra amb gelosia ceràmica, mentre que el número 10 compta amb una barana de ferro restituïda. La façana presenta dos portals d'accés i dues finestres d'arc de mig punt, amb els emmarcaments arrebossats amb el mateix revestiment que cobreix els paraments. La resta d'obertures són rectangulars i presenten el mateix tipus d'emmarcament. Damunt del portal destaquen dos finestrals rectangulars que tenen sortida a un balcó corregut amb la llosana motllurada i la barana de ferro decorada. Totes les obertures compten amb porticons de llibret i portes pintades de color blau. La façana està rematada amb una cornisa motllurada. A l'interior dels habitages es conserven els paviments de mosaic hidràulic originals. La construcció presenta els paraments arrebossats i emblanquinats.

## Història
Pel que sembla, amb anterioritat a la guerra Civil espanyola (1936-1939), era un dels pocs edificis que hi havia al carrer Major de Canyamars, juntament amb les cases de can Pelegrí, ca la Miguelita i can Cinto (completament reformat). L'edifici fou construït pels voltants de l'any 1915 pel mestre d'obres de Canyamars Vicenç Pelegrí. Durant un temps fou propietat de la família Fradera, que també era la propietària de diverses cases i masies situades a Canyamars, juntament amb diverses hectàrees de terreny rústic. El topònim amb el que es coneix l'edifici prové del fet que els porticons i les portes són de color blau.